# Дейзи фон Плесс
Княгиня Дейзи Плесская (Мэри Тереза Оливия; урожд. Корнуоллис-Уэст; нем. Daisy von Pless, Mary Theresa Olivia Cornwallis-West; 28 июня 1873, замок Ритин, Дербишир, Уэльс, Великобритания — 29 июня 1943, Вальденбург, Силезия, Германия) — известная светская львица эдвардианской эпохи. Во время своего замужества принадлежала к одной из богатейших дворянских семей Европы. Прототип персонажа массовой культуры «Принцесса Дейзи».
Дейзи и ее муж принц Ганс Генрих XV были владельцами крупных поместий и угольных шахт в Силезии (ныне в Польше), которые принесли Хохбергам огромное состояние.

## Биография
Урожденная Мэри Тереза Оливия Корнуоллис-Уэст родилась в замке Ритин в Денбишире, Уэльс. Она была дочерью полковника Уильяма Корнуоллиса-Уэста (1835—1917) и его жены Мэри «Пэтси» Фицпатрик (1856—1920). Её отец был патрилинейным правнуком Джона Уэста, 2-го графа Де Ла Варра. Её мать была дочерью преподобного Фредерика Фицпатрика, который сам был потомком Барнаби Фицпатрика, 1-го барона Верхнего Оссори (и, следовательно, ирландских королей Осрайге), и Леди Оливии Тейлор, дочери 2-го маркиза Хедфорта. Поскольку семья Корнуоллис-Уэст была обнищавшей, Хохберги были вынуждены платить и организовывать свадьбу. Церемония бракосочетания состоялась в церкви Святой Маргариты в Вестминстере 8 декабря 1891 года. Известными свидетелями были Эдуард, принц Уэльский (впоследствии король Эдуард VII) и его жена принцесса Александра.
Во время своего замужества Дейзи, известная по-немецки как Фюрстин фон Плесс, стала социальным реформатором и боролась за мир между её друзьями, германским императором Вильгельмом II, и королем Соединенного Королевства Эдуардом VII. Во время Первой мировой войны она служила медсестрой.
После развода в Берлине 12 декабря 1922 года она опубликовала серию мемуаров, которые широко читались в Великобритании, Соединенных Штатах и на немецком языке в континентальной Европе.
Ганс Генрих женился в Лондоне 25 января 1925 года на Клотильде де Сильва-и-Гонсалес-де-Кандамо (1898—1978), дочери Хосе де Сильва-и-Борхгрейва д’Альтена, маркиза де Аркикольяра. Этот брак произвел на свет двоих детей и был расторгнут в 1934 году. Впоследствии Клотильда вышла замуж за своего пасынка Болко и стала матерью единственных внуков Дейзи и Ганса Генриха.
Брат Дейзи Джордж Корнуоллис-Уэст (1874—1951) в 1900 году женился на Дженни Черчилль (1854—1921), матери Уинстона Черчилля, как на своей первой жене, а после развода в 1914 году вторым браком женился на английской актрисе миссис Патрик Кэмпбелл (1865—1940). Её сестра Констанция (1875—1970) вышла замуж в 1901 году за Хью Гровенора, 2-го герцога Вестминстерского (1879—1953), а после развода в 1920 году вышла замуж за капитана Джеймса Фицпатрика Льюиса.

## Брак
8 декабря 1891 года в Лондоне Дейзи вышла замуж за немецкого аристократа Ганса Генриха XV, принца Плесского, графа Хохберга, барона Фюрстенштайна (1861—1938), одного из самых богатых наследников в Германской империи, став хозяйкой замка Фюрстенштайн и замка Плес в Силезии.
У супругов было четверо детей:
- дочь (25 февраля 1893, Куорн Хаус — 11 марта 1893, Куорн Хаус), похоронена в склепе при Фюрстенштайне, захоронение уничтожено.
- Ханс-Хайнрих XVII Вильгельм Альберт-Эдуард (2 февраля 1900, Берлин — 26 января 1984, Лондон).
- Александр Фридрих Вильгельм Георг Конрад Эрнест Максимилиан (1 февраля 1905, Лондон — 22 февраля 1984, Польенса).
- Болько II Конрад Фридрих (23 сентября 1910, Гросс-Лихтерфельде — 22 июня 1936, Пщина) который позже вызвал скандал, женившись на своей мачехе Клотильде де Сильва-и-Гонсалес де Кандамо (1898—1978), дочери 10-го маркиза де Арсикольяра (и второй жены Ганса Генриха XV).

Фотография принцессы с детьми появилась в номере британского журнала «Country Life» в 1910 году.
Принцесса Плесская была дамой Ордена Терезы Баварской и Ордена Изабеллы Католической Испанской, а также была награждена орденом немецкого Красного Креста.
Частные дневники принцессы Дейзи Плесской (1873—1914), изданные майором Десмондом Чепмен-Хьюстоном, были впервые опубликованы в Лондоне Джоном Мюрреем в 1931 году. Это была вторая подборка из дневников принцессы Дейзи и, согласно введению редактора, была выбрана из серии дневников общей численностью 600 000 слов. Дневники описывают жизнь принцессы как члена европейской аристократии.
Существует ряд описаний значительных довоенных политических и общественных деятелей. Эти описания не всегда сдержанны. Посол Меттерних описан как скучный и выглядящий старше своих лет.
В дневниковой записи от 19 июля 1905 года автор демонстрирует антисемитские взгляды. Она описывает путешествие в Гамбург на лайнере «Гамбург Америка». Жилье ей не понравилось, и она описала корабль как «битком набитый ужасными американо-немецкими евреями».

## Смерть
70-летняя Дейзи, принцесса Плесская, скончалась в 1943 году в относительной бедности в Вальденбурге, ныне Валбжих, Нижнесилезское воеводство, Польша.

## Титулы
- 8 декабря 1891 – 14 августа 1907 — Её Княжеская милость Принцесса Плесская, графиня фон Хохберг, баронесса Фюрстенштайнская
- 14 августа 1907 – 29 июня 1943 — Её Светлость Княгиня Плесская, графиня фон Хохберг, баронесса Фюрстенштайнская